# Be Alright (canción de Dean Lewis)
«Be Alright» —en español: «Estar bien»— es una canción interpretada por el cantante y compositor australiano Dean Lewis, incluida en su primer álbum de estudio, A Place We Knew (2019). Fue escrita por el intérprete junto a Jon Hume y producida también por él junto a Nick Atkinson y Edd Holloway. Fue publicada por Island Records como primer sencillo oficial del disco el 29 de junio de 2018.

## Recibimiento comercial
«Be Alright» fue un éxito a nivel mundial. En Australia, la canción debutó en la posición 19 de su listado semanal de canciones y a la semana siguiente ingresó a los diez primeros ubicándose en el puesto 5. El tema continuó ascendiendo gradualmente hasta llegar a la cima en su séptima semana, dando a Lewis su primer número 1. «Be Alright» logró mantenerse en la primera posición por cinco semanas consecutivas y permaneció dentro del listado por 49. Fue la cuarta canción más exitosa del 2018 en el país y la primera por un artista australiano. Tras su gran éxito, la Australian Recording Industry Association (ARIA) la certificó con siete discos de platino por exceder la cifra de 490 mil unidades vendidas en el país. En Nueva Zelanda, llegó hasta el tercer puesto de su lista semanal, además de ser certificada con disco de platino por vender 30 mil unidades.
En Europa también contó con un amplio éxito comercial. En Alemania, alcanzó el octavo puesto y fue certificada con disco de oro por 200 mil unidades, mientras que en Austria llegó al séptimo puesto y obtuvo un disco de platino por 30 mil unidades; en este último estuvo entre las 50 canciones más exitosas del 2018. En Bélgica, logró el primer puesto en la Región Flamenca y el segundo en la Región Valona; en ambas regiones también estuvo entre las 100 canciones más exitosas del 2018. Asimismo, recibió doble disco de platino por vender 80 mil unidades en territorio belga. En los Países Bajos, llegó al séptimo lugar y estuvo entre las 50 canciones más exitosas del 2018. En los países nórdicos, alcanzó el puesto número 5 en Dinamarca y el 2 en Noruega y Suecia, siendo también certificado con disco de platino en todos estos. En el Reino Unido, ubicó la posición once del UK Singles Chart y recibió un disco de platino por 600 mil unidades. En Francia e Italia, aunque solo logró las posiciones 34 y 57, respectivamente, fue certificada con disco de oro en ambos. «Be Alright» también alcanzó los puestos 18 en Eslovaquia, 4 en Irlanda, 20 en Hungría, 13 en la República Checa y 6 en Suiza.
En los Estados Unidos, la canción tuvo una buena recepción comercial, especialmente gracias a las radios. En el conteo principal del país, el Billboard Hot 100, logró la posición número 23. En el conteo Digital Songs ubicó el puesto catorce, mientras que en el Radio Songs logró el trece. Asimismo, alcanzó el número 1 en el listado Adult Pop Songs, el 4 en Adult Contemporary y el 11 en Pop Songs. Con todo, la canción fue certificada con doble disco de platino por la Recording Industry Association of America (RIAA) tras superar las dos millones de unidades vendidas en el país. En Canadá, llegó al puesto número 27 del Canadian Hot 100 y obtuvo triple disco de platino por 240 mil unidades vendidas en territorio canadiense.

## Posicionamiento en listas

### Semanales
| Alemania          | German Singles Chart     | 8  |
| Australia         | Australian Singles Chart | 1  |
| Austria           | Ö3 Austria Top 40        | 7  |
| Bélgica (Flandes) | Ultratop 50              | 1  |
| Bélgica (Valonia) | Ultratop 40              | 2  |
| Canadá            | Canadian Hot 100         | 27 |
| Dinamarca         | Danish Singles Chart     | 5  |
| Escocia           | Scottish Singles Chart   | 16 |
| Eslovaquia        | Singles Digitál Top 100  | 18 |
| Estados Unidos    | Billboard Hot 100        | 23 |
| Estados Unidos    | Digital Songs            | 14 |
| Estados Unidos    | Radio Songs              | 13 |
| Estados Unidos    | Pop Songs                | 11 |
| Estados Unidos    | Adult Pop Songs          | 1  |
| Estados Unidos    | Adult Contemporary       | 4  |
| Francia           | French Singles Chart     | 34 |
| Hungría           | Single (Track) Top 10    | 20 |
| Irlanda           | Irish Singles Chart      | 4  |
| Italia            | Top Singoli              | 57 |
| Malasia           | RIM Top 20 Chart         | 3  |
| Noruega           | VG-lista                 | 2  |
| Nueva Zelanda     | NZ Top 40 Singles Chart  | 3  |
| Países Bajos      | Single Top 100           | 7  |
| Reino Unido       | UK Singles Chart         | 11 |
| República Checa   | Singles Digitál Top 100  | 13 |
| Suecia            | Sverigetopplistan        | 2  |
| Suiza             | Swiss Singles Chart      | 6  |

### Sucesión en listas
| Predecesor: «In My Feelings» de Drake | Australian Singles Chart — Sencillo número 1 26 de agosto de 2018 — 30 de septiembre de 2018 | Sucesor: «Shotgun» de George Ezra            |
| Predecesor: «Shotgun» de George Ezra  | Ultratop 50 — Sencillo número 1 3 de noviembre de 2018 — 14 de noviembre de 2018             | Sucesor: «Sweet but Psycho» de Ava Max       |
| Predecesor: «Without Me» de Halsey    | Adult Pop Songs — Sencillo número 1 16 de marzo de 2019 — 23 de marzo de 2019                | Sucesor: «High Hopes» de Panic! at the Disco |

### Anuales
| Australia         | Australian Singles Chart | 4  |
| Austria           | Ö3 Austria Top 40        | 44 |
| Bélgica (Flandes) | Ultratop 50              | 29 |
| Bélgica (Valonia) | Ultratop 40              | 65 |
| Dinamarca         | Danish Singles Chart     | 33 |
| Países Bajos      | Single Top 100           | 43 |
| Suecia            | Sverigetopplistan        | 17 |
| Suiza             | Swiss Singles Chart      | 51 |

| Alemania          | German Singles Chart     | 66 |
| Australia         | Australian Singles Chart | 27 |
| Bélgica (Flandes) | Ultratop 50              | 28 |
| Bélgica (Valonia) | Ultratop 40              | 52 |
| Canadá            | Canadian Hot 100         | 46 |
| Dinamarca         | Danish Singles Chart     | 22 |
| Estados Unidos    | Billboard Hot 100        | 54 |
| Estados Unidos    | Digital Songs            | 37 |
| Estados Unidos    | Radio Songs              | 37 |
| Estados Unidos    | Pop Songs                | 31 |
| Estados Unidos    | Adult Pop Songs          | 12 |
| Estados Unidos    | Adult Contemporary       | 8  |
| Francia           | French Singles Chart     | 80 |
| Nueva Zelanda     | NZ Top 40 Singles Chart  | 45 |
| Países Bajos      | Single Top 100           | 64 |
| Suecia            | Sverigetopplistan        | 37 |
| Suiza             | Swiss Singles Chart      | 46 |

| \| Australia \| Australian Singles Chart[50] \| 67 \| \| Dinamarca \| Danish Singles Chart[51] \| 85 \| |                          |                |
| País | Lista                    | Mejor posición |
| 2020 |                          |                |
| Australia                                                                                               | Australian Singles Chart | 67             |
| Dinamarca                                                                                               | Danish Singles Chart     | 85             |

### Certificaciones
| País           | Organismo certificador | Certificación | Ventas certificadas | Ref.   |
| -------------- | ---------------------- | ------------- | ------------------- | ------ |
| Alemania       | BVMI                   | Platino       | 400 000             | [ 6 ]  |
| Australia      | ARIA                   | 10× Platino   | 700 000             | [ 3 ]  |
| Austria        | IFPI — Austria         | Platino       | 30 000              | [ 7 ]  |
| Bélgica        | BEA                    | 2× Platino    | 80 000              | [ 10 ] |
| Canadá         | CRIA                   | 4× Platino    | 320 000             | [ 22 ] |
| Dinamarca      | IFPI — Dinamarca       | 2× Platino    | 180 000             | [ 13 ] |
| Estados Unidos | RIAA                   | 2× Platino    | 2 000               | [ 21 ] |
| Francia        | SNEP                   | Platino       | 200 000             | [ 52 ] |
| Italia         | FIMI                   | Platino       | 50 000              | [ 17 ] |
| Noruega        | IFPI — Noruega         | 4× Platino    | 240 000             | [ 53 ] |
| Nueva Zelanda  | RMNZ                   | 2× Platino    | 120 000             | [ 4 ]  |
| Portugal       | AFP                    | Platino       | 20 000              | [ 54 ] |
| Reino Unido    | BPI                    | Platino       | 600 000             | [ 15 ] |
| Suecia         | GLF                    | 4× Platino    | 320 000             | [ 55 ] |